# Her von welken Nächten
Her von welken Nächten è il terzo album in studio del gruppo musicale austriaco Dornenreich, pubblicato nel 2001.

## Tracce
1. Eigenwach – 6:44
2. Ich Bin Aus Mir – 6:13
3. Wer Hat Angst Vor Einsamkeit? – 6:19
4. Grell Und Dunkel Strömt Das Leben – 5:00
5. Innerwille Ist Mein Docht – 5:51
6. Hier Weht Ein Moment – 6:30
7. Schwarz Schaut Tiefsten Lichterglanz – 7:29
8. Trauerbrandung – 6:17
9. Mein Publikum - Der Augenblick – 8:30